# Safo (Niger)
Safo è un comune rurale del Niger facente parte del dipartimento di Madarounfa nella regione di Maradi.